# 庙子镇 (栾川县)
庙子镇，是中华人民共和国河南省洛陽市栾川县下辖的一个乡镇级行政单位。

## 行政区划
庙子镇下辖以下地区：
庙子村、北凹村、黄柏村、英雄村、山湾村、吕顺村、黄石砭村、高崖头村、河南村、卡房村、嵩坪村、庄子村、咸池村、滚子坪村、桃园村、上沟村、杨树底村、老张村、汉秋村、龙潭村、上河村、下河村、龙王幢村、街上村、磨湾村、新南村、四秋村、北乡村和杨庄村。